# Уокешо
Уо́кешо (англ. Waukesha [ˈwɔːkɪʃɔː]) — город на севере США, административный центр одноимённого округа в штате Висконсин. По данным переписи 2010 года, население города составляло 70 718 человек. В 2006 году журнал Money поставил город на 36-ю строчку в списке 100 лучших для проживания городов в США.

## История
Местность, которую ныне охватывает Уокешо, впервые заселилась не-индейцами в 1834 году. Его первым не индейским поселенцем был Моррис Д. Катлер. К 1846 территория была названа как деревня Prairieville. 8 февраля 1847, деревня изменяла своё название на Уокешо, и в 1896 получила статус города.

### Название Уокешо
За эти годы многие неправильно полагали что происхождение названия города было Алгонкинским значением слова «лиса» или «небольшие лисы», хотя это — фактически произношение на английский манер слов Waagoshag на языке оджибве и Wau-tsha на языке потаватоми. Wau-tsha (иногда пишется как Wauk-tsha или Wauke-tsha, был вождём и лидером местного племени во времена первого европейского урегулирования области. Это подтверждено словами Инкриса А. Лэфэма, раннего поселенца и историка области. Согласно Лэфэму слово лиса индейцы произносили как pishtaka, что не имеет ничего общего с названием города. Также, Лэфэм описывал Wau-tsha как человека высокого роста, сильного и дружественного.

## «Город Весны»

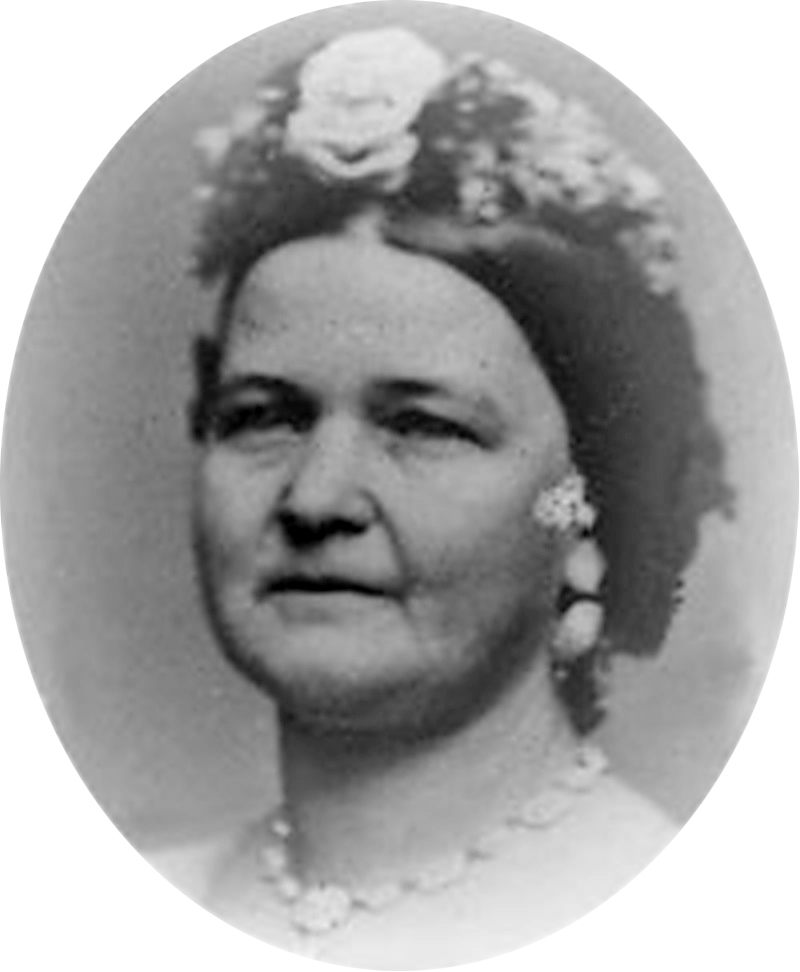
Мэри Тодд Линкольн проходила курс лечения минеральными водами в Уокише летом 1872 года.

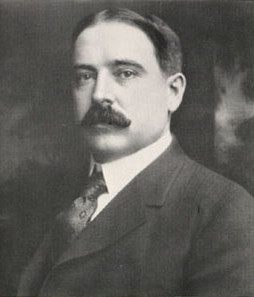
Основатель компании Sears & Roebuck Ричард Уоррен Сирс провёл последние годы жизни на большой ферме около Уокиши.

Мэтью Лэфлин, ранний пионер из Чикаго основал в городе предприятие, которое стало известно как Висконсинский полив, также он был владельцем курорта Дом весны и фонтанов. В то время Уокешо была известна как курорт минеральных и ключевых вод высокого качества. За это город заработал прозвища «Город Весны» и «Большой дамский чемодан Запада».
Согласно писателю Кристиану Адамсу Вендту, в 1868 году Полковник Ричард Данбэр, страдающий от диабета, случайно обнаружил целебные свойства минеральной воды, гуляя по участку земли, недавно купленному его сестрой; эти источники он чуть позже назвал Весной Молитвенного Дома. Свидетельства, найденные в Данбарской брошюре 1873 года, заявляли об удивительной целебной силе минеральной воды Молитвенного Дома для людей, страдающих от проблем с мочевым пузырём, диабета, почек, печени, расстройства желудка, хронической диареи, водянки и многих других проблем со здоровьем.
Выходящая два раза в неделю газета Висконсин (Милуоки) от 31 июля 1872, сообщала, что на курорт прибыло около 500 посетителей и что все они лечатся целебными водами в Уокише.
Среди тех посетителей была вдова Авраама Линкольна, Мэри Тодд Линкольн. Она провела несколько недель в Уокише летом 1872 года, всё ещё оплакивая смерть её сына Тэда в предыдущем году. Экс первая леди остановилась в пансионе Хаббарда и, согласно источникам, «было всё в чёрном, с пышной юбкой к платью, которое было очень длинным». Одна газета сообщала, что «г-жа Линкольн переживает огромное горе и часто бывает в слезах».
Целебные воды курорта были настолько популярны, что была предпринята спорная попытка строительства трубопровода между городом и Чикаго, чтобы их могли попробовать посетители Выставки Колумба в 1893 году. Согласно журналу Time, план строительства был придумана неким Чарльзом Уолшем, которому целебной воды дал попробовать его дядя. Однако после того, как были проложены несколько миль трубопровода, было решено, что этот процесс требует огромных затрат, а потому себя не окупит. В связи с этим строительство было прекращено.
Ричард Сирс, основатель Sears and Roebuck возможно переехал жить в Уокешу именно из-за целебных вод. Из за слабого здоровья, в 1908 году Сирс ушёл из бизнеса и, согласно Нью-Йорк Таймс, «провёл последние годы жизни на большой ферме около Уокиши». В 1914 Сирс умер в Уокише из за воспаления почек, оставив состояние, оцененное в $20 миллионов.
В настоящее время большая часть источников загрязнена и непригодна для питья.

## Время Холодной войны
Во время холодной войны округ Уокешо был местом трех ракетных батарей, расположенных непосредственно в городе Уокише и соседних Маскего и Ланноне. В Уокише армия США и позже Висконсинская национальная гвардия управляла центром командования и управления с 1956 до 1970 годов. Ракетные ямы существовали около угла Кливленд-Авеню и автомагистрали 164 — сначала в них находились ракеты Аякс с обычными боеголовками, а позже с ядерной боеголовкой Геркулес.
Ныне в парке Hillcrest расположен местный музей холодной войны.

## Современная политика
В 2006 на выборы мэра Уокешо соперничали Энн Нишк, кандидат от республиканской партии и Ларри Нельсон, бывший английский учитель средней школы, как кандидат от демократической партии. Нельсон победил на выборах в округе Уокешо, который является одним из самых консервативных округов в Соединенных Штатах. Нельсон — член мэров Против Незаконной Коалиции Оружия, двупартийная группа с установленной целью «создания общественности, более безопасной, ограждая незаконное оружие от улиц.» Коалиция сопредседательствуется Бостонским мэром Томасом Менино и мэром Нью-Йорка Майклом Блумбергом. В 2010 Джефф Скрима был избран мэром, победив Ларри Нельсона на выборах. Покупка воды из Милуоки была главным вопросом во время апрельских выборов. В настоящее время мэр Скрима и муниципальный совет исследуют возможность водоснабжения из Милуоки, Оук-Крика или Расина.

## География и климат
Уокешо расположена практически в центре округа Уокешо, в юго-восточном Висконсине, в 18 милях к западу от Милуоки. Уокешо также расположена в 59 милях к востоку от Мадисона. Город делит границы с Брукфилдом, Нью-Берлином, Пеуоки, Деревней Пеуоки и Делафилдом
Согласно Бюро переписи США, общая площадь города 56,2 км², из которых 55,9 км² приходится на земли и 0,2 км² занято водой.
Город расположен с обеих сторон Реки Фокс, которая начинается около деревни Меномини Фоллс и течет в Реку Иллинойс.
| Ежемесячный уровень температур. |      |      |      |      |      |      |      |      |      |      |      |      |
| Month                           | Jan  | Feb  | Mar  | Apr  | May  | Jun  | Jul  | Aug  | Sep  | Oct  | Nov  | Dec  |
| Rec High °F                     | 58   | 66   | 82   | 91   | 93   | 100  | 109  | 101  | 101  | 88   | 77   | 68   |
| Norm High °F                    | 27   | 33   | 44   | 57   | 70   | 80   | 84   | 82   | 73   | 61   | 45   | 33   |
| Norm Low °F                     | 11   | 17   | 27   | 38   | 49   | 58   | 63   | 62   | 53   | 42   | 30   | 18   |
| Rec Low °F                      | −27  | −28  | −14  | 7    | 26   | 34   | 42   | 39   | 28   | 17   | −9   | −23  |
| Precip (in)                     | 1.48 | 1.31 | 2.28 | 3.53 | 3.02 | 3.78 | 3.83 | 4.77 | 3.52 | 2.62 | 2.63 | 1.87 |
| Источник: Weather.com           |      |      |      |      |      |      |      |      |      |      |      |      |

## Wauke$ha
В августе 2010 года, певица Ke$ha приехала в Милуоки в рамках своего концертного тура. На радио-интервью она предложила, чтобы Уокешо, которая находится рядом с Милуоки неофициально, на один день, изменила своё название на Wauke$ha. Радиоведущий радио WRNW попытался связаться с мэром Уокешо Джеффом Скримой, чтобы узнать его мнение. Мэр не ответил. Немного позже сам мэр позвонил на радио и саркастически предложил певице переименовать себя в Wauke$ha.

## Спорт и отдых
Центр города — место одного из этапов велогонки Dairyland, которая проводится с 1993 года.

## Города-побратимы
Уокешо и Кокшетау в 1989 году стали первыми породнившимся городами. В Кокшетау также есть улица названная в честь Уокешо, Уокешская улица.
| Страна    | Город-побратим                | Год установления связи | Источник |
| --------- | ----------------------------- | ---------------------- | -------- |
| Казахстан | Кокшетау, Акмолинская область | 1989                   | [ 5 ]    |